# Arctia virginivir
Arctia virginivir là một loài bướm đêm thuộc phân họ Arctiinae, họ Erebidae.